# Pietro Ferro
Pietro Ferro (* 29. Juni 1903 in Messina; † 2. Juni 1960 in Rom) war ein italienischer Komponist und Musikpädagoge.

## Leben
Ferro begann sein Musikstudium am Conservatorio Vincenzo Bellini in Palermo bei Alberto Favara. Später zog er nach Neapel, wo er 1924 am Conservatorio San Pietro a Majella das Diplom im Fach Violine erhielt. Als Kompositionsschüler von Gennaro Napoli debütierte er 1928 bei einem vom Unterrichtsministerium ausgeschriebenen Kompositionswettbewerb mit der einaktigen Oper Foresta d'amore nach einem Libretto von Ettore Moschino. 1930 graduierte er am Conservatorio Giuseppe Verdi in Turin.
1932 wurde Ferro Direktor des Musikgymnasiums von Pescara, das er personell so weit erweiterte, dass es ab 1935 einem Konservatorium gleichgestellt wurde. Als Komponist nahm er 1934 und 1935 an den Festivals für italienische Musik in Berlin, 1937 am Festival von Athen und 1939 am Festival von Warschau teil. 1940 erhielt er einen Lehrstuhl für Komposition am Konservatorium in Palermo, dessen Leiter er 1949 wurde. Er leitete in Palermo außerdem ein Orchester, schrieb Musikkritiken für die Zeitschrift L'Ora und gründete das Centro per lo studio sulle musiche del Mediterraneo.
In seinen letzten Jahren lebte Ferro mit seiner Familie in Rom. Er war hier Mitglied im zentralen Aufsichtsrat von RAI und Mitarbeiter des Giornale d'Italia und Il Tempo di Roma. 1960 wurde ihm posthum die Goldene Verdienstmedaille für Kultur und Kunst verliehen.

## Werke
- Invocazione für Stimme und Klavier, 1927
- Foresta d'amore, Oper, 1928
- Sonata per violino e pianoforte, 1929
- Suite agreste für Flöte, Englischhorn, Klarinette, Viola, Harfe und Sopran, 1930
- Divertimento per quattro strumenti ad arco, 1931
- Liriche dell'estasi e dell'oblio für Stimme und 13 Instrumente, 1931
- Ode a Sofocle für Stimme und Orchester, 1933
- Aria italiana per violoncello e pianoforte, 1934
- Premetamorfosi, 1937
- Persefone, misterio coreografico nach Ovid, 1942
- Mottetto für Bariton und Orgel, 1942
- Danza di offerta a Cerere für Blasorchester, 1943
- Filmmusik zu Pino Mercantis Malacarne, 1946
- Filmmusik zu Pino Mercantis I cavalieri dalle maschere nere, 1948
- La sacra rappresentazione di S. Rosalia, 1952
- Schauspielmusik zu Iphigenie in Aulis von Euripides, 1953
- Schauspielmusik zu Glauco von Ercole Luigi Morselli, 1953
- Schauspielmusik zu Amphitryon von Plautus, 1954
- Amphitrion, „balletto da camera“ für zwei Flöten, Saxophon, Baritonsaxophon, Kontrafagott und Jazzschlagzeug, 1956
- Cerere e Demofoonte Ballett für Blasorchester, Celesta, Harfen, Kontrabässe und Schlagzeug, 1957